# Тоґава Дзюн
Джун Тоґава (戸川純 Togawa Jun, народилася 31 березня 1961 року) — японська співачка, музикантка, авторка пісень та актриса. 

## Кар'єра
Привернувши увагу як актриса і як запрошена вокалістка для Halmens, вона почала свою професійну музичну кар'єру на початку 1980-х як співачка.
Хоча її неординарна особистість і нестандартний стиль перешкоджали досягненню великого поп-успіху, вона продовжила існувати, як авторитетна і шановна музична фігура андеграунду. Виступала як і соло, так і в якості вокалістки групи Guernica (1982-89) з колишнім членом Halmens Кодзі Уено і з її найбільш успішним і комерційним проектом Yapoos (1984-1995, іноді з тих часів). За ці роки вона формувала багато тимчасових бек-груп, наприклад "Jun Togawa Unit".
У її останньому альбомі з оригінальним матеріалом на сьогоднішній день, Togawa Fiction (2004), присутні елементи прогресив-рок, електропоп та інших жанрів.  У 2008 році вона випустила альбом, що охоплює усю її кар'єру, Togawa Legend Self Select Best & Rare 1979-2008. У ньому з'явилося багато з її найпопулярніших пісень разом з кількома рідкісними треками і піснями з іншими виконавцями, які важко знайти.

## Дискографія

### Альбоми
- [1982.xx.xx]  Kaizou E No Yakudou Guernica
- [1984.01.24]  Tamahime-sama       (Джун Тоґава)
- [1984.04.25]  Ura-Tamahime (наживо) (Джун Тоґава з Yapoos)
- [1985.03.25]  Kyokuto Ian Shoka   (Jun Togawa Unit)
- [1985.11.10]  Suki Suki Daisuki   (Джун Тоґава)
- [1987.12.16]  Yapoos Keikaku      (Yapoos)
- [1988.xx.xx]  Shinseiki E No Unga (Guernica)
- [1988.09.21]  Daitenshi No Youni  (Yapoos)
- [1989.03.05]  Denri-sou Kara no Manazashi Guernica
- [1989.12.16]  Showa Kyonen        (Джун Тоґава)
- [1991.06.07]  Dial Y O Mawase     (Yapoos)
- [1992.10.28]  Dadada ism          (Yapoos)
- [1995.01.31]  Yapoos No Fushin Na Koudou (live 1993) (Yapoos)
- [1995.06.21]  HYS                 (Yapoos)
- [2000.09.25]  20th Jun Togawa     (Джун Тоґава)
- [2004.09.02]  Togawa Fiction      (Jun Togawa Band)
- [2016.12.14]  Watashi Ga Nakou Hototogisu      (Джун Тоґава з Vampillia)
- [2018.11.28] Jun Togawa Avec Kei Ookubo ‎(Джун Тоґава з Кей Оокубо)
- [2019.11.12] Yapoos no Fushinna Koudou Reiwa Gannen (Yapoos)

### Сінгли
- [1982.12.05]  Ginrin wa Utau / Maronie Dokuhon  Guernica
- [1984.05.25]  Radar Man / Boshi Jusei  (Джун Тоґава)
- [1985.04.10]  Poesy / Poesy instrumental (Джун Тоґава)
- [1985.10.25]  Osozaki Girl  (Джун Тоґава)
- [1986.02.10]  Sayonara wo Oshiete  (Джун Тоґава)
- [1987.12.16]  Barbara Sexaroid / Cecil Cut  (Yapoos)
- [1990.10.21]  Virgin Blues  (Джун Тоґава)
- [1991.07.21]  Infinite Productions Remix  (Jun Togawa in the '90s)
- [1991.05.02]  Men's Junan  (Yapoos)
- [1995.03.01]  Honou no Shoujo  (Yapoos)
- [2003.04.10]  CD-Y (міні-альбом)   (Yapoos)